# 데드 스페이스 (2008년 비디오 게임)
《데드 스페이스》(영어: Dead Space)는 EA 레드우드 쇼어스(현 비서럴 게임즈)가 개발하고 일렉트로닉 아츠가 배급하는 SF 서바이벌 호러 3인칭 슈팅 게임이다. 2008년 10월 마이크로소프트 윈도우, 플레이스테이션 3, 엑스박스 360에 출시되었다.모든 플랫폼에 2008년 10월 출시하였다. 게임 내의 공학자인 아이작 클라크를 주인공으로 하여 게임을 진행한다. 같은 시리즈인 《데드 스페이스 2》, 《데드 스페이스 3》와 세계관을 공유한다.

## 개요
게임 내에서 플레이어는 우주선 시스템 공돌이이자 지구 삼대 최강 공돌이중 둘째 아이작 클라크가 되어 우주 재앙이 닥친 우주선에서 이상체에게 맞서서 생존하여야한다. 이상체는 게임 내에서 네크로모프라 불리는 변이 생명체인데, 이 이상체는 죽은 시체가 변이되어 생겨난 것이다. 네크로모프들을 각기 능력을 가지고 있기 때문에 플레이어는 상황에 따라 다르게 적의 약점을 공격하여야 한다. 서바이벌 호러게임인 만큼 공포적 요소가 많이 가미되었는데, 이는 후속작인 《데드 스페이스 2》와 《데드 스페이스 3》보다 더 긴장감이 높고, 공포스럽다는 평을 받았다.
이러한 흥미로운 요소로 당시에 많은 유저에게 좋은 평을 받았으며, 현재까지 200만 장이 넘는 게임이 판매되었다.

## 게임 플레이
다른 게임과 달리, 데드 스페이스는 지도나 메뉴를 열어도 일시 정지가 되지 않으며 홀로그램 형태로 나타난다. 그리고 다른 슈팅 게임과 달리 화면 상에서 총알이 표시되지 않으며, 총을 꺼내 조준을 해야 비로소 보인다. 물론, 주인공의 체력은 척추 부분에 위치한 그래프로 보이며, 이 그래프를 RIG(Resource Integration Gear)라고 부른다. 산소량도 마찬가지로 등 뒤에 수치로 나타난다. 이 때문에 화면 자체에 집중을 하게 돼, 게임에 몰입할 수 있다는 평가를 얻었다. 또, 적의 머리를 명중시켜도 바로 죽지는 않으며, 머리가 없는 채로 공격을 시도한다. 다시 말해서, 머리 공격으로는 적을 죽일 수 없으며, 약점으로 보이는 부분이나 사지를 잘라서 공격 불능 상태로 만드는 방식으로 이루어진다.

## 평가
데드 스페이스는 과감한 인터페이스 생략과 데드 스페이스의 독특한 게임 시스템으로 인해 호평을 받았다. 디스이즈게임은 게임 인터페이스의 과감한 생략으로 플레이어의 몰입감이 높아지며, 전략적 부위 파괴 시스템으로 흥미를 유발시킨다고 평했다. 그러나 진행할수록 비슷비슷한 디자인의 맵과 플레이 시간이 짧아 재미를 떨어트릴 수 있다는 점을 비판했다.
또한 시리즈를 거듭할수록 초기에 느꼈던 공포성이 점차 줄어들고 액션이 많아졌다.